# Surat Thani
Surat Thani, (thai: สุราษฎร์ธานี) är en provins (changwat) i södra Thailand. Provinsen hade år 2009 990 592 invånare på en areal av 12 891,5 km². Provinshuvudstaden är Surat Thani.

## Administrativ indelning
Provinsen är indelad i 19 distrikt (amphoe). Distrikten är i sin tur indelade i 131 subdistrikt (tambon) och 1028 byar (muban). 
| Surat Thanis distrikt numrerade | 1. Mueang Surat Thani 2. Kanchanadit 3. Don Sak 4. Koh Samui 5. Ko Pha-ngan 6. Chaiya 7. Tha Chana 8. Khiri Rat Nikhom 9. Ban Ta Khun 10. Phanom | 1. Tha Chang 2. Ban Na San 3. Ban Na Doem 4. Khian Sa 5. Wiang Sa 6. Phrasaeng 7. Phunphin 8. Chai Buri 9. Vibhavadi |